# Episodi di Buongiorno professore (quinta stagione)
La quinta stagione della serie televisiva Buongiorno professore è stata trasmessa in anteprima in Germania dalla ZDF tra il 5 gennaio 1999 e il 30 marzo 1999.
| nº | Titolo originale | Titolo italiano | Prima TV Germania | Prima TV Italia |
| -- | ---------------- | --------------- | ----------------- | --------------- |
| 1  | Dorfschule       |                 | 5 gennaio 1999    |                 |
| 2  | Bergwanderung    |                 | 12 gennaio 1999   |                 |
| 3  | Puppenspiel      |                 | 19 gennaio 1999   |                 |
| 4  | Scherbenhaufen   |                 | 26 gennaio 1999   |                 |
| 5  | Giftmischer      |                 | 2 febbraio 1999   |                 |
| 6  | Die Geisel       |                 | 9 febbraio 1999   |                 |
| 7  | Erste Hilfe      |                 | 16 febbraio 1999  |                 |
| 8  | Liebesleid       |                 | 23 febbraio 1999  |                 |
| 9  | Denkzettel       |                 | 2 marzo 1999      |                 |
| 10 | Der Neue         |                 | 9 marzo 1999      |                 |
| 11 | Vater unser      |                 | 16 marzo 1999     |                 |
| 12 | Wucher           |                 | 23 marzo 1999     |                 |
| 13 | Aussteiger       |                 | 30 marzo 1999     |                 |